# 舍斯蒂皮利亞
48°6′16″N 34°46′12″E / 48.10444°N 34.77000°E
舍斯蒂皮利亞（羅馬化：Shestypillia）是烏克蘭中部第聶伯羅彼得羅夫斯克州第聶伯羅區索洛内市镇的村莊。處於特里圖茲納河右岸，分別距離特里圖茲内2公里和希羅凱4公里，海拔高度111米，2001年人口164。